# Muskusspitsmuis
De muskusspitsmuis (ook wel stinkmuis of Aziatische huisspitsmuis) (Suncus murinus) is een veelvoorkomend zoogdier uit de familie van de spitsmuizen (Soricidae).

## Algemeen
De vachtkleur van de muskusspitsmuis varieert van lichtgrijs tot zwart. Vrouwtjes wegen tussen de 23,5 en 82,0 gram. Mannetjes zijn zwaarder en wegen tussen de 33,2 en 147,3 gram.
De muskusspitsmuis wordt in het wild zo'n 2 jaar oud.

## Verspreiding en leefgebied
Van oorsprong komt de soort voor in Zuid-Azië. Ook is de soort geïntroduceerd in Noord- en Oost-Afrika, het Midden-Oosten, Zuidoost-Azië en Zuid-Japan.
De muskusspitsmuis komt voor in bossen, landbouwgebieden en op plekken in de buurt van menselijke bewoning van zeeniveau tot 1650 meter hoogte.
De muskusspitsmuis komt in zijn grote verspreidingsgebied algemeen voor, vooral in de buurt van menselijke bewoning. Mede als gevolg daarvan zijn er veel "soorten" beschreven op basis van naar later bleek "gewone" muskusspitsmuizen. Voorbeelden daarvan zijn albicauda, auriculata, crassicaudus, duvernoyi, geoffroyi, leucura, luzoniensis, mauritiana, occultidens, palawanensis en sacer. Eén "soort", Crocidura edwardsiana uit de Sulu-eilanden in de zuidelijke Filipijnen, werd oorspronkelijk zelfs tot Crocidura gerekend, maar bleek later gebaseerd te zijn op twee jonge exemplaren van de muskusspitsmuis.